# Лонгітюдне дослідження
Лонгітю́дний ме́тод, поздовжнє дослідження (від лат. тривалість[джерело?]) — метод досліджень, коли учасників вивчають протягом тривалого часу (до декількох років).
Популяризація лонгітюдних досліджень на телебаченні включала показ декількох серіалів («від 7 і старше», «7+7», «від 21 і старше»), коли групи дітей з різних шарів суспільства вивчалися протягом всього життя, щоб документально обґрунтувати їх життєвий досвід і послідовність подій.
Лонгітюдні дослідження можуть дати цінну інформацію про вплив ранніх дитячих переживань на подальший розвиток особи. Вони є порівняльною «розкішшю» в дослідницькому репертуарі психологів, оскільки продовжуються дуже довго і вимагають значних матеріальних витрат. Вихід учасників з експерименту в процесі дослідження може значно понизити цінність отриманих результатів.